# Melania Trump
Melania Knauss Trump (tên khai sinh là Melanija Knavs hay còn được biết đến với tên khác: Melania Knauss, sinh ngày 26 tháng 4 năm 1970) là một cựu người mẫu người Slovenia và Mỹ hiện là Đệ Nhất Phu nhân Hoa Kỳ kể từ năm 2025 với tư cách là vợ của Tổng thống Donald Trump. Bà đã từng đảm nhiệm vai trò này từ năm 2017 đến năm 2021.
Bà được sinh ra tại nước Xã hội Chủ nghĩa Slovenia, thuộc Liên Bang Nam Tư, ngày nay là nước Cộng hòa Slovenia độc lập. Bà trở thành thường trú nhân của Hoa Kỳ năm 2001 và công dân nước này năm 2006. Bà đã đảm nhiệm vai trò là Đệ Nhất Phu nhân Hoa Kỳ vào ngày 20 tháng 1 năm 2017 khi chồng bà đã chính thức nhậm chức tổng thống thứ 45 của Hoa Kỳ. Bà đã trở lại vai trò này vào ngày 20 tháng 1 năm 2025, khi chồng bà đã chính thức nhậm chức tổng thống thứ 47 của Hoa Kỳ.

## Thiếu thời
Melania sinh ra tại Novo Mesto, miền nam Slovenia (một phần của Liên bang Nam Tư) vào ngày 26 tháng 4 năm 1970.
Cha mẹ bà là Amalija (née Ulčnik) và Viktor Knavs, chủ đại lý phân phối ô tô và mô tô cho các nhà sản xuất quốc doanh và thành viên của Đảng Cộng sản Slovenia. Mặc dù cha của Melania là Đảng viên Cộng sản, bề ngoài ông tham gia và ủng hộ chính sách vô thần của nhà nước Nam Tư nhưng ông đã bí mật cho con gái của mình rửa tội theo Công giáo. Melania Trump sinh năm 1970 khi Slovenia là một phần của Nam Tư, do cha bà là Đảng viên nên phép rửa tội trong những năm đó sẽ được giữ bí mật. Melania có một chị gái tên là Ines, và một người anh trai cùng cha khác mẹ, kết quả của mối quan hệ trước của cha bà nhưng hai anh em cũng chưa từng gặp nhau lần nào.
Melania theo học trường Trung cấp Thiết kế và Nhiếp ảnh tại Ljubljana và sau đó là Đại học Ljubljana nhưng từ bỏ ngay sau năm đầu tiên.

## Nhập cư vào Hoa Kỳ
Melania lần đầu tiên đặt chân đến Hoa Kỳ vào tháng 8 năm 1996. Bà được cấp thị thực loại H-1B vào tháng 10 năm 1996. Sau đó, vào năm 2001 bà đã được cấp thẻ xanh và trở thành thường trú nhân hợp pháp của Hoa Kỳ. Bà chính thức trở thành công dân Hoa Kỳ vào năm 2006 sau khi kết hôn cùng Donald Trump.
Tháng 11 năm 2016, hãng thông tấn AP đăng thông tin rằng ông Trump đã từng trả $20.056 để Melania có thể làm người mẫu tại Mỹ trước khi bà có giấy phép làm việc hợp pháp tại Hoa Kỳ. Tuy nhiên theo Wildes, luật sư của Melania, thì những tài liệu mà AP dựa vào là tài liệu "không được chứng thực".

## Sự nghiệp
Melania Trump bắt đầu sự nghiệp người mẫu ở tuổi 16, từ khi bà hợp tác với nhiếp ảnh gia chuyên về thời trang người Slovenia, Stane Jerko. Năm 18 tuổi, bà ký hợp đồng với một công ty người mẫu tại Milano, Ý. Bà giành giải Á hậu trong cuộc thi về thời trang "Look of the Year" do Tạp chí Jana tổ chức năm 1992 tại Ljubljana, và trở thành một trong 3 người mẫu được ký hợp đồng người mẫu quốc tế của họ.
Sau khi rời bỏ trường Đại học Ljubljana, bà làm người mẫu cho các hãng thời trang tại Milano và Paris trước khi di cư tới thành phố New York năm 1996. Hợp đồng và việc đàm phán visa của bà được tiến hành bởi doanh nhân người Ý là Paolo Zampolii. Bà liên tục xuất hiện trên trang bìa của các tạp chí thời trang nổi tiếng Harper's Bazaar (Bulgaria), Ocean Drive, In Style Weddings, New York Magazine, Avenue,Allure, Vanity Fair (Italy), Vogue và GQ (UK).  Bà được biết nhiều là một người mẫu bikini của tạp chí Sports Illustrated, đồng thời bà cũng hợp tác với Irene Marie Management Group và công ty quản lý người mẫu của Trump, Trump Model Management cũng như tham gia vào các chương trình quảng cáo với các nhãn hàng.

## Đời tư

### Hôn nhânvới Donald Trump
Sau khi chuyển đến thành phố New York vào năm 1996, Melania gặp Donald Trump tại Tuần lễ thời trang ở thành phố New York vào tháng 9 năm 1998, thời điểm mà Donald Trump vẫn còn hôn thú, nhưng sống trong cảnh ly thân với Marla Maples; Lần gặp sau đó diễn ra tại một sự kiện khác, Celina Midelfart, Melania ban đầu đã từ chối cung cấp cho Donald số điện thoại của cô. Mối quan hệ của họ gần như đã bị Melania phá vỡ ngay khi nó bắt đầu, nhưng hai người làm hòa một vài tháng sau đó. Mối quan hệ của họ thu hút sự chú ý sau một cuộc phỏng vấn năm 1999 trên The Howard Stern Show. Năm 2000, Melania xuất hiện cùng với Donald Trump trong khi ông vận động tranh cử để thành ứng viên tổng thống Đảng Cải cách. Quan hệ của họ được công khai rộng rãi sau khi chương trình truyền hình thực tế The Apprentice ra mắt năm 2004, do Donald Trump là nhà sản xuất kiêm MC.
Họ đính hôn vào tháng 4 năm 2004 và kết hôn ngày 22 tháng 1 năm 2005 tại Nhà thờ Episcopal Bethesda-by-the-Sea, Palm Beach, Florida, sau đó tổ chức tiệc tại dinh thự Mar-A-Lago của Trump. Năm 2006, bà sinh cho Trump một người con trai tên là Barron William Trump.

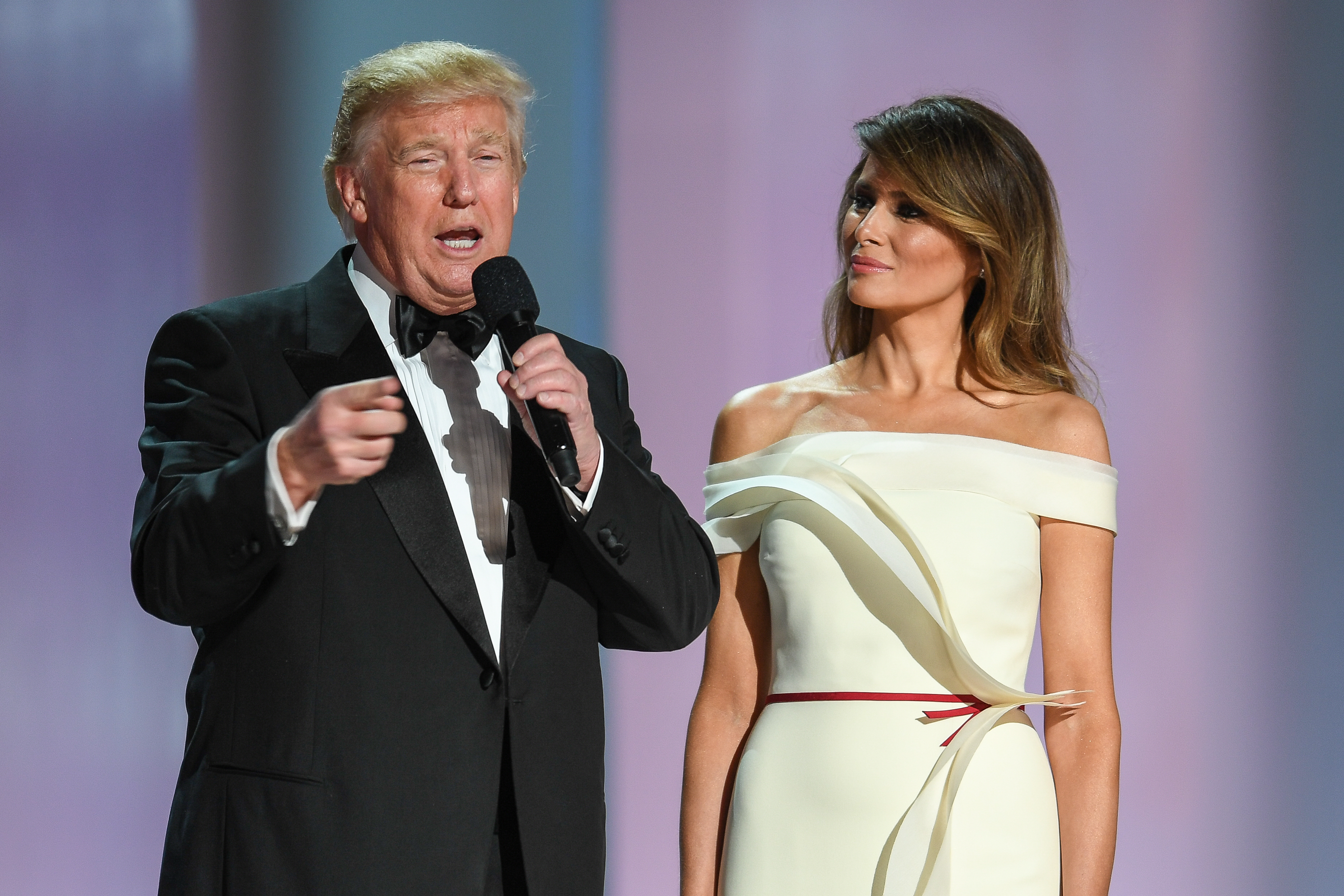
Melania Trump với vai trò Đệ Nhất Phu nhân Hoa Kỳ

Kể từ ngày 20 tháng 1 năm 2017, Melania Trump trở thành Đệ Nhất Phu nhân của Hợp chúng quốc Hoa Kỳ. Bà trở thành người phụ nữ ngoại quốc đầu tiên có nguồn gốc Slav và là người phụ nữ được sinh ra ở nước ngoài thứ hai đảm nhiệm vai trò này trong lịch sử Hoa Kỳ.

### Kiện báo Daily Mail
Ngày 6 tháng 2 năm 2017, Đệ Nhất Phu nhân Melania Trump đã đưa đơn kiện báo Daily Mail, khi tờ báo này đăng trên trang mạng vào ngày 19 tháng 8 năm 2016 cho rằng bà ta trong thập niên 1990 không thật sự làm nghề người mẫu mà là làm gái gọi hộ tống hạng sang (elite escort) trong doanh nghiệp tình dục (sex business), ngoài ra còn có những tin mà được cho là sai lạc và bôi nhọ khác. Đơn kiện này cho rằng thông tin vu khống đã làm danh hiệu và cơ hội thương mại của bà bị mất đi nhiều triệu dollar.

### Tôn giáo
Người phát ngôn của bà Melania Trump xác nhận rằng bà là một người Công giáo khá ngoan đạo. Trong chuyến viếng thăm của ông Trump đến Tòa Thánh hồi tháng 5 năm 2017, bà đã đặt hoa vào chân tượng Đức Trinh Nữ Maria và dành thời gian cầu nguyện tại Bệnh viện Nhi đồng Gesù. Bà cũng đưa một bộ chuỗi Kinh Mân Côi để Giáo hoàng Phanxicô làm phép chúc lành.

### Ngoại ngữ
Bà nói được 6 thứ tiếng: tiếng Slovenia bản địa, tiếng Serbia, tiếng Anh, tiếng Pháp, tiếng Ý, và tiếng Đức, trong đó bà rất thành thạo tiếng Slovenia và tiếng Anh.